# Alexandre Ledru-Rollin

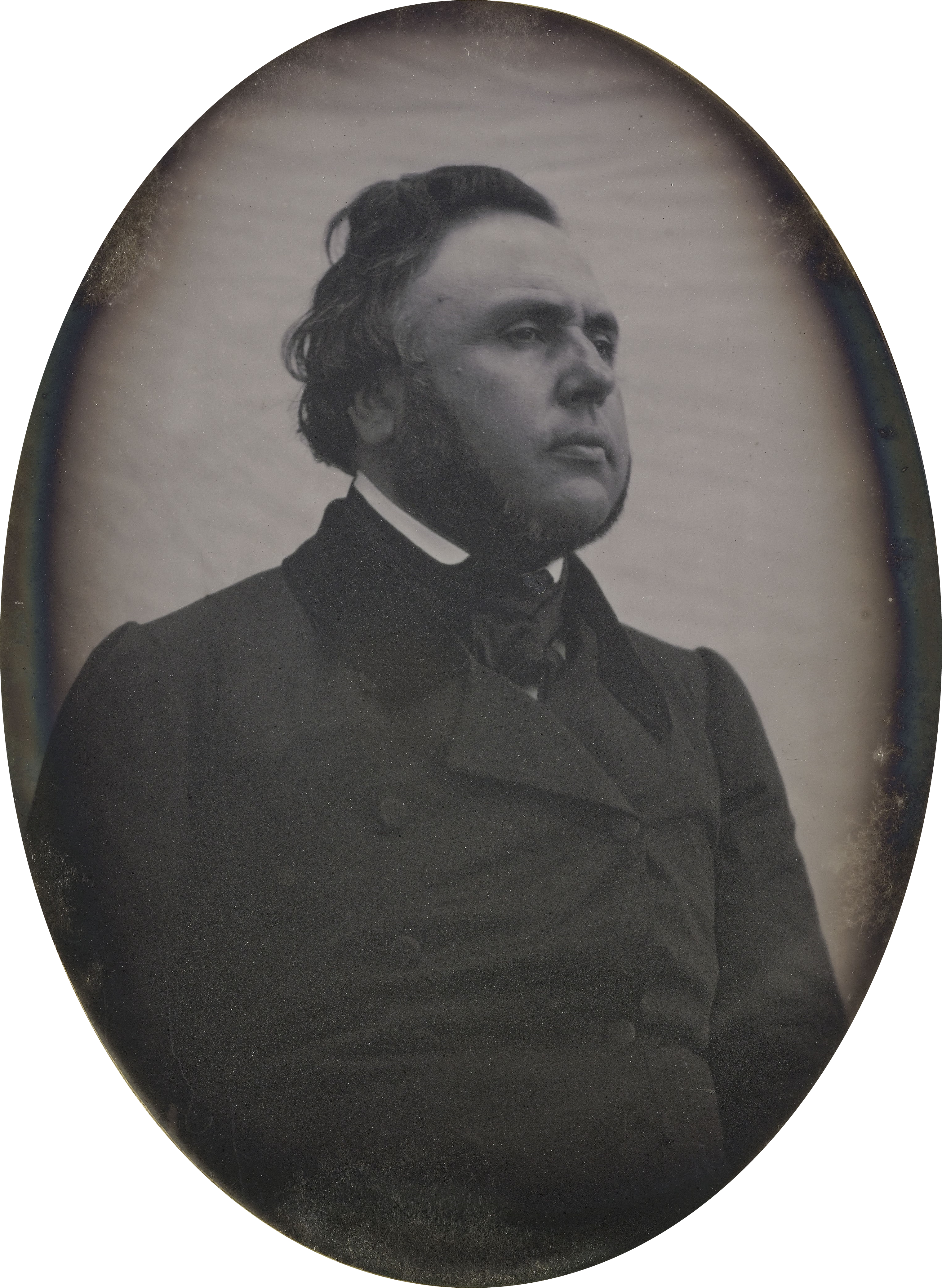
Alexandre Ledru-Rollin (1807-1874).

Alexandre Auguste Ledru-Rollin (Parijs, 2 februari 1807 - Fontenay-aux-Roses, 31 december 1874) was een Frans politicus die in 1848 enkele maanden minister van Binnenlandse Zaken was.

## Levensloop
Alexandre Ledru-Rollin was de kleinzoon van de bekende kwakzalver Nicolas Philippe Ledru (1731-1807), meer bekend als "Comus", illusionist en amateur-physicus onder de regering van de Franse koningen Lodewijk XV en Lodewijk XVI.
Na een loopbaan als advocaat begon Ledru-Rollin tijdens de Julimonarchie van koning Louis Philippe aan een politieke carrière. In 1841 werd hij als radicale republikein verkozen in de Franse Kamer van Afgevaardigden en ontpopte zich er al snel tot een scherpe criticus op de regering van Louis Philippe. Hij pleitte voor algemeen kiesrecht wat hem enorm populair maakte en verdedigde als advocaat kranten die voor de rechtbank gedaagd werden.
Door een rijk huwelijk had Alexandre Ledru-Rollin een groot fortuin gekregen. Dit fortuin werd vergroot toen hij de krant La Réforme oprichtte. Deze krant was een spreekbuis voor radicaal links.
Na de Februarirevolutie van 1848 was hij tweeënhalve maand minister van Binnenlandse Zaken. In deze functie verving hij royalistische provinciebeambten door republikeins-gezinden en organiseerde hij verkiezingen. Ook drukte hij het algemeen kiesrecht door, waardoor hij de "vader" van het algemeen kiesrecht genoemd werd.
Die verkiezingen betekenden een grote overwinning voor de gematigde republikeinen en Ledru-Rollin werd nipt verkozen in de nieuwe regering, de zogenaamde "Executieve Commissie". Door steun aan de onpopulaire, utopische socialist Louis Blanc verloor Ledru-Rollin echter het vertrouwen van de bevolking. Dit was onder meer duidelijk bij de Franse presidentsverkiezingen van 1848, waarbij hij slechts 371.000 stemmen haalde in vergelijking met de grote winnaar Louis-Napoleon Bonaparte die meer dan 5 miljoen stemmen haalde.
Al gauw begon Ledru-Rollin Napoleon en vooral diens eerste minister Odilon Barrot te bekritiseren. Dit maakte hem opnieuw populairder en in 1849 werd hij door vijf departementen verkozen in de Wetgevende Vergadering.
Als lid van de Wetgevende Vergadering riep Alexandre Ledru-Rollin op om een tegenregering, meer bepaald een Nationale Conventie, te vormen. Door dit te doen werd hij persona non grata in Frankrijk en moest hij naar België en later naar Groot-Brittannië vluchten. Ledru-Rollin werd bij verstek veroordeeld tot deportatie.
Na de val van Napoleon III in 1870 durfde hij na 20 jaar ballingschap terug te keren naar Frankrijk. Hij speelde echter geen politieke rol meer.
- Bibliothèque nationale de France: cb124597577 (data)
- Catàleg d'autoritats de noms i títols de Catalunya: 981058526300606706
- CiNii: DA02220835
- Gemeinsame Normdatei: 116853271
- International Standard Name Identifier: 0000 0001 2281 6850
- Library of Congress Control Number: no89015540
- Nationale Bibliotheek van Tsjechië: skuk0000778
- Nationale Bibliotheek van Israël: 987007453317605171
- Nederlandse Thesaurus van Auteursnamen: 141932600
- Réseau des bibliothèques de Suisse occidentale: 02-A003506965
- Istituto Centrale per il Catalogo Unico: IEIV027353
- SNAC: w6932xvs
- Système universitaire de documentation: 061534099
- Trove: 945452
- Virtual International Authority File: 71488878
- WorldCat: E39PBJmHGqf3WbQWYMKgDWYQMP